# Eurovision Song Contest 2018
Eurovision Song Contest 2018, česky také Velká cena Eurovize 2018 (či jen Eurovize 2018), byl 63. ročník soutěže Eurovision Song Contest, který se konal v Lisabonu v Portugalsku, a to díky vítězství zpěváka Salvadora Sobrala s písní „Amar pelos dois“ na předchozím ročníku. Soutěž, organizovaná Evropskou vysílací unií (EVU) a stanicí Rádio e Televisão de Portugal (RTP), se konala v Lisbon Areně. Semifinálová kola se uskutečnila 8. a 10. května, finále pak 12. května 2018. Moderátory přenosů byly televizní moderátorky Filomena Cautela, Sílvia Alberto a Catarina Furtado, a herečka Daniela Ruah, poprvé soutěž moderovali čtyři lidé.
Soutěže se zúčastnilo 43 zemí, což je o jeden stát více oproti předchozímu roku a společně s roky 2008 a 2011 dosud nejvyšší účast. Do soutěže se po roční pauze vrátilo Rusko, poprvé od roku 2011 ani jedna ze zemí účastnících se předchozího ročníku ze soutěže neodstoupila.
Vítězem se stala izraelská zpěvačka Netta s písní „Toy“. Skladba vyhrála u diváků, u porotců skončila na třetím místě za Rakouskem a Švédskem, celkem získala 529 bodů. Jednalo se o čtvrté vítězství země, která v soutěži uspěla již v letech 1978, 1979 a 1998. Kypr díky druhému místu dosáhl na dosud nejlepší umístění, stejně jako Česko, které skončilo šesté.
Soutěž sledovalo 186 milionů diváků, což je o 4 miliony více oproti předchozímu rekordnímu roku.

## Místo konání

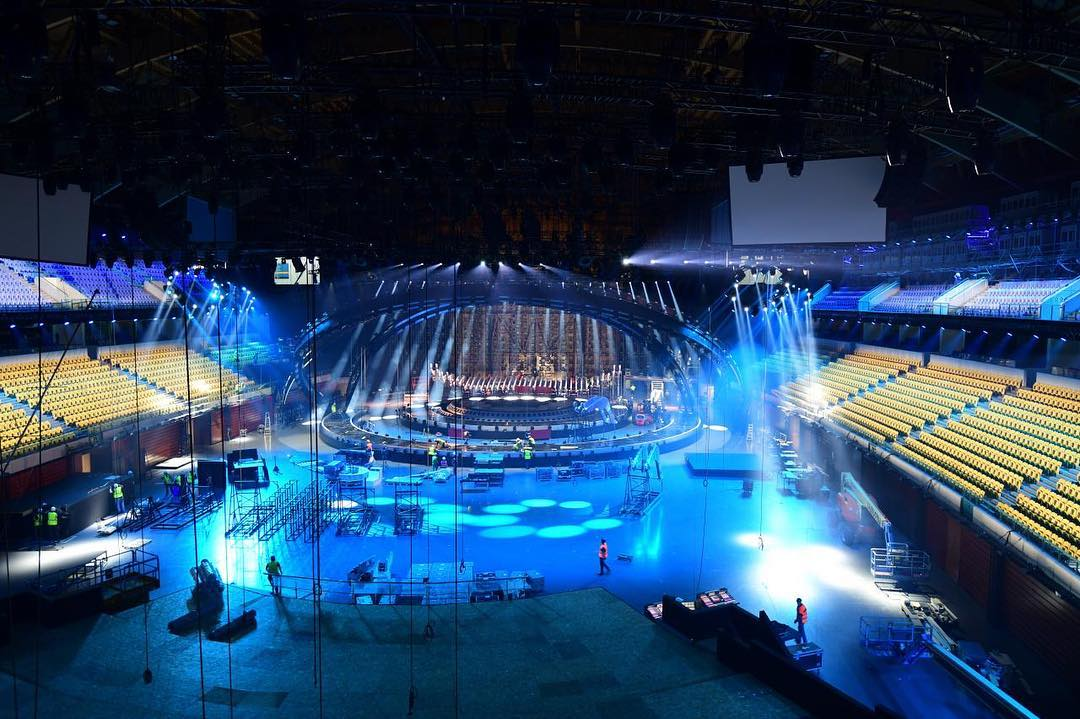
Příprava stage v Altice Aréně, 23. dubna 2018

Díky vítězství Salvadora Sobrala s písní „Amar pelos dois“ na Eurovizi 2017 soutěž poprvé v historii hostilo Portugalsko. Hostující televize Rádio e Televisão de Portugal (RTP) a Evropská vysílací unie (EVU) vybrali jako místo konání 63. ročníku soutěže Altice (dříve MEO) Arénu v Lisabonu.
Tato multifunkční aréna byla postavena pro Expo 1998 a má kapacitu 20 000 diváků, díky čemuž se řadí mezi největší kryté stavby svého druhu v Evropě. Jedná se také o největší uzavřenou arénu v Portugalsku. Nachází se v srdci moderní severovýchodní části města Parque das Nações, která hostila právě i Expo '98. Spojení mezi touto částí města a mezinárodním letištěm Portela zajišťuje metro, vlak ji pak spojuje se zbytkem Portugalska, jako i Evropy.

### Výběr hostitelského města
V den finále Eurovize 2017 bylo portugalským televizním vysílatelem RTP oznámeno, že v případě výhry by se Portugalsko ujmulo pořádání příštího ročníku. Na tiskové konferenci, která se konala po vítězství Salvadora Sobrala, navrhl výkonný producent soutěže Jon Ola Sand portugalskou stanici k organizování příštího ročníku. V reakci na to potvrdil ředitel RTP, Nuno Artur Silva, že se Portugalsko ujme hostování Eurovize 2018. Též zmínil právě MEO Arénu jako pravděpodobné místo konání. 15. května 2017 stanice uvedla, že se další ročník pravděpodobně bude konat v MEO Aréně, následujícího dne ovšem přišla s oznámením, že žádné konečné rozhodnutí ještě nepadlo.
Zde je výpis podmínek účasti ve výběrové fázi, které byly odeslány RTP Evropskou vysílací unií těsně po portugalském triumfu v Kyjevě:
- kapacita diváků musí být nejméně 10 000
- místo pro tzv. „press centre“, tedy prostor pro nejméně 1 500 novinářů a s příslušným vybavení pro všechny delegace
- dostatečný výběr hotelů všech cenových kategorií, které musí pojmout nejméně 2 000 delegátů, novinářů a diváků
- funkční dopravní infrastruktura, a to i blízké mezinárodní letiště se snadným přístupem k místu konání, hotelům a městu

Kromě Lisabonu projevila zájem o pořádání události i města Braga, Espinho, Faro, Gondomar, Guimarães a Santa Maria da Feira. Starosta města Porto, Rui Moreira, prozradil, že nemá zájem „utrácet miliony eur“ na hostování soutěže, ale podporuje města v metropolitní oblasti Porta, tj. Espinho, Gondomar a Santa Maria da Feira.
13. června 2017 se zástupci stanice RTP v sídle Evropské vysílací unie v Ženevě setkali s eurovizním výborem. Během této schůze se úředníci RTP zúčastnili workshopu týkající se témat spojených s hostováním soutěže. Také se poučili ze zkušeností ukrajinského vysílatele UA:PBC. Dostali i příležitost sdělit některé plány Eurovize 2018, jako návrhy hostujících měst.
25. července 2017 EVU a RTP definitivně potvrdily Lisabon jako místo konání dalšího ročníku. Hlavní město tak vyhrálo ve výběrovém kole hostujícího města. Předstihlo tak města Braga, Gondomar, Guimarães a Santa Maria da Feira, která se oficiálně ucházela o organizaci soutěže. Při této příležitosti RTP naznačilo, že dějištěm všech akcí spjatých se soutěží bude městská část Parque das Nações, kde se nachází již zmíněná Altice Arena.

## Seznam účastníků

Mapa států podle semifinále:
Účastníci 1. semifinále
Státy s hlasovacím právem v 1. semifinále
Účastníci 2. semifinále
Státy s hlasovacím právem ve 2. semifinále

### První semifinále

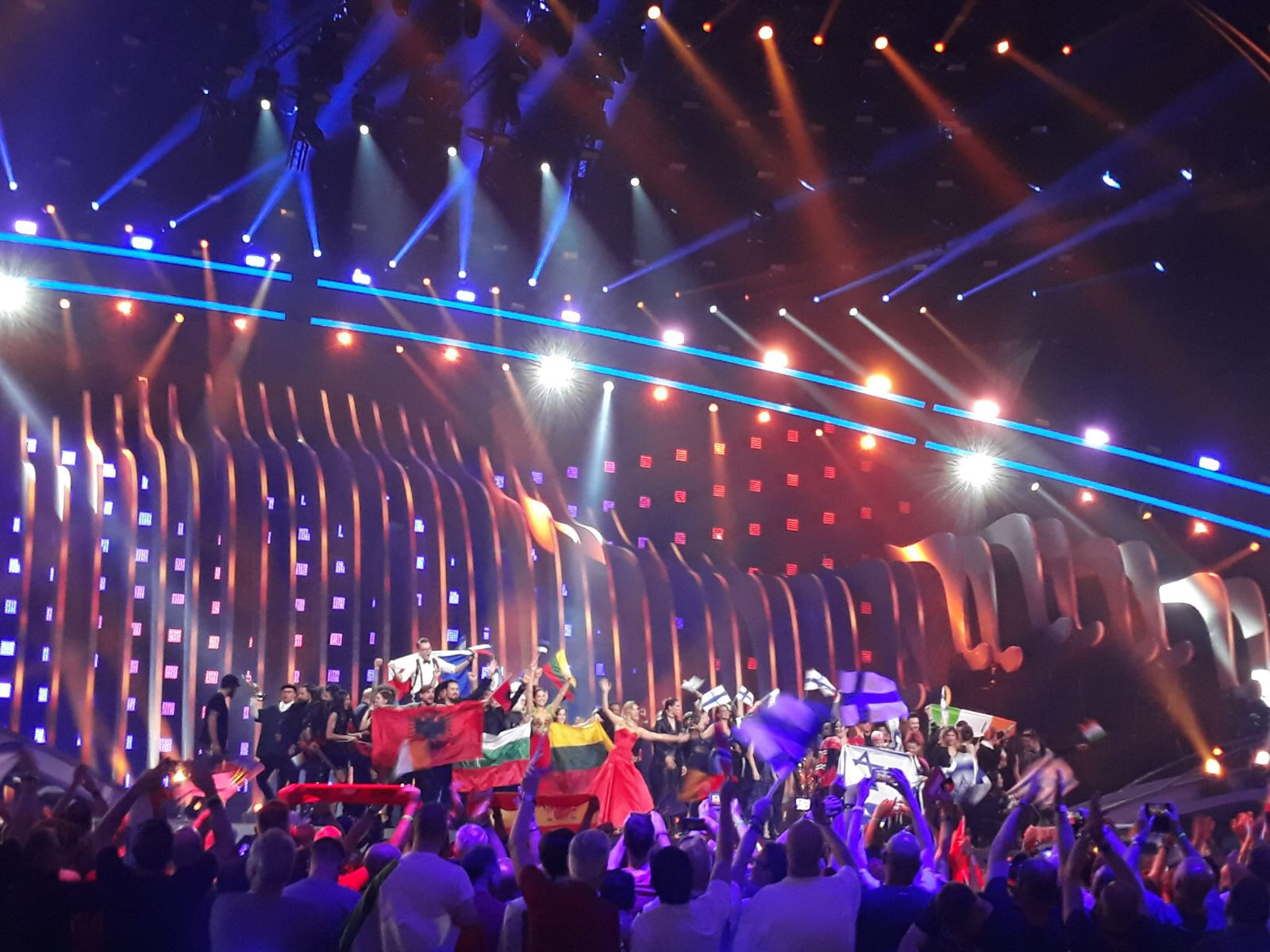
10 kvalifikovaných států z 1. semifinále se raduje z postupu do finále

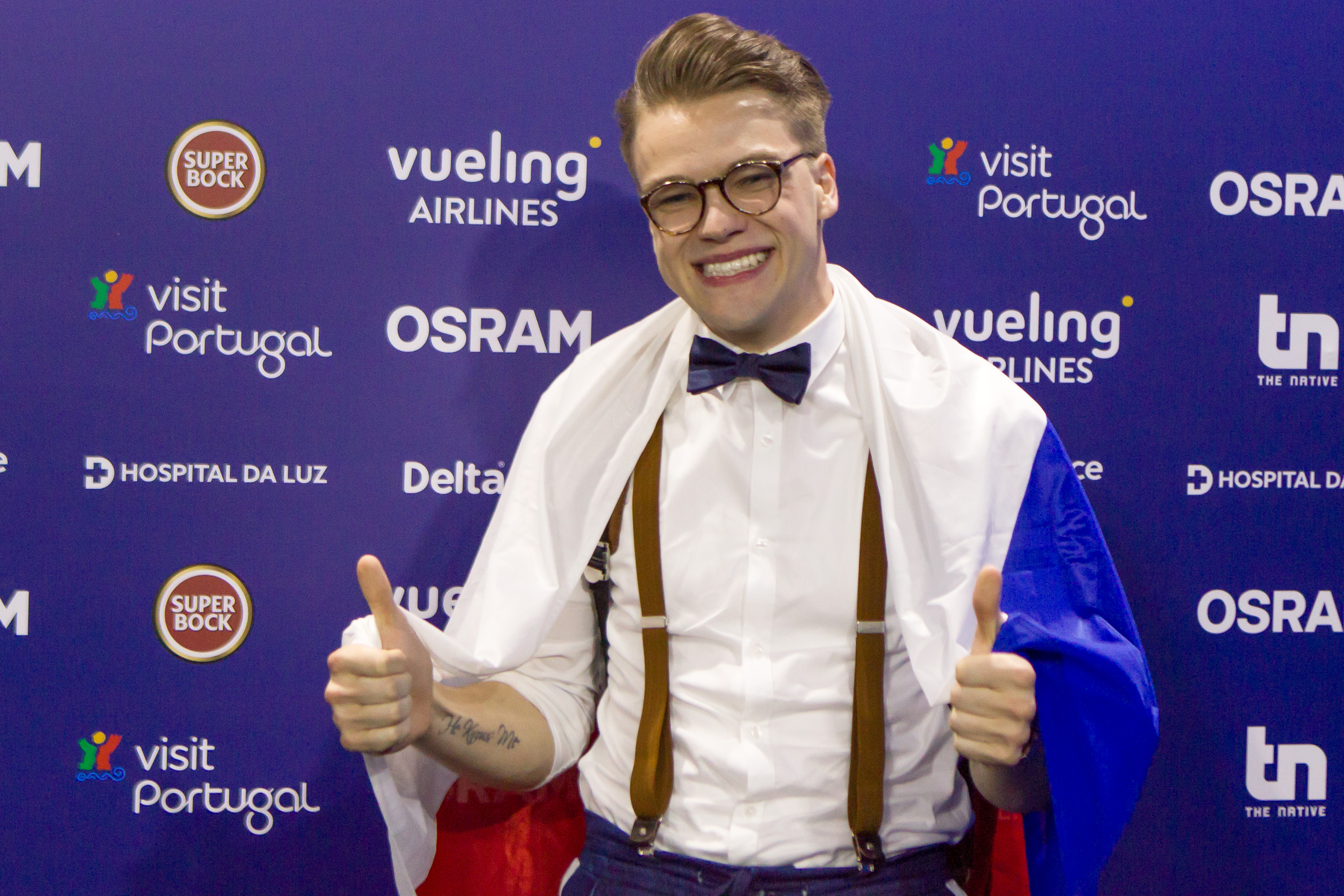
Český zástupce Mikolas Josef na tiskové konferenci po prvním semifinále

Prvního semifinále se zúčastnilo celkem 19 zemí. Odehrálo se 8. května ve 21 hodin místního času. Hlasovat mohli diváci z těchto zemí, Portugalska a dvou zemí tzv. Velké pětky, konkrétně ze Španělska a Spojeného království.
| Pořadí | Země        | Interpret          | Skladba                   | Jazyk      | Umístění | Body |
| ------ | ----------- | ------------------ | ------------------------- | ---------- | -------- | ---- |
| 1.     | Ázerbájdžán | Aisel              | „X My Heart“              | angličtina | 11.      | 94   |
| 2.     | Island      | Ari Ólafsson       | „Our Choice“              | angličtina | 19.      | 15   |
| 3.     | Albánie     | Eugent Bushpepa    | „Mall“                    | albánština | 8.       | 162  |
| 4.     | Belgie      | Sennek             | „A Matter of Time“        | angličtina | 12.      | 91   |
| 5.     | Česko       | Mikolas Josef      | „Lie to Me“               | angličtina | 3.       | 232  |
| 6.     | Litva       | Ieva Zasimauskaitė | „When We're Old“          | angličtina | 9.       | 119  |
| 7.     | Izrael      | Netta              | „Toy“                     | angličtina | 1.       | 283  |
| 8.     | Bělorusko   | Alekseev           | „Forever“                 | angličtina | 16.      | 65   |
| 9.     | Estonsko    | Elina Nechayeva    | „La forza“                | italština  | 5.       | 201  |
| 10.    | Bulharsko   | Equinox            | „Bones“                   | angličtina | 7.       | 177  |
| 11.    | Makedonie   | Eye Cue            | „Lost and Found“          | angličtina | 18.      | 24   |
| 12.    | Chorvatsko  | Franka             | „Crazy“                   | angličtina | 17.      | 63   |
| 13.    | Rakousko    | Cesár Sampson      | „Nobody but You“          | angličtina | 4.       | 231  |
| 14.    | Řecko       | Gianna Terzi       | „Óneiró mou“ (Όνειρό μου) | řečtina    | 14.      | 81   |
| 15.    | Finsko      | Saara Aalto        | „Monsters“                | angličtina | 10.      | 108  |
| 16.    | Arménie     | Sevak Khanagyan    | „Qami“ (Քամի)             | arménština | 15.      | 79   |
| 17.    | Švýcarsko   | Zibbz              | „Stones“                  | angličtina | 13.      | 86   |
| 18.    | Irsko       | Ryan O'Shaughnessy | „Together“                | angličtina | 6.       | 179  |
| 19.    | Kypr        | Eleni Foureira     | „Fuego“                   | angličtina | 2.       | 262  |

### Druhé semifinále
Druhého semifinále se zúčastnilo celkem 18 zemí. Odehrálo se 10. května ve 21 hodin místního času. Hlasovat mohli diváci z těchto zemí a tří zemí tzv. Velké pětky, konkrétně z Francie, Německa a Itálie.
| Pořadí | Země       | Interpret                     | Skladba                       | Jazyk         | Umístění | Body |
| ------ | ---------- | ----------------------------- | ----------------------------- | ------------- | -------- | ---- |
| 1.     | Norsko     | Alexander Rybak               | „That's How You Write a Song“ | angličtina    | 1.       | 266  |
| 2.     | Rumunsko   | The Humans                    | „Goodbye“                     | angličtina    | 11.      | 107  |
| 3.     | Srbsko     | Sanja Ilić a Balkanika        | „Nova deca“ (Нова деца)       | srbština      | 9.       | 117  |
| 4.     | San Marino | Jessika feat. Jenifer Brening | „Who We Are“                  | angličtina    | 17.      | 28   |
| 5.     | Dánsko     | Rasmussen                     | „Higher Ground“               | angličtina    | 5.       | 204  |
| 6.     | Rusko      | Julija Samojlova              | „I Won't Break“               | angličtina    | 15.      | 65   |
| 7.     | Moldavsko  | DoReDoS                       | „My Lucky Day“                | angličtina    | 3.       | 235  |
| 8.     | Nizozemsko | Waylon                        | „Outlaw in 'Em“               | angličtina    | 7.       | 174  |
| 9.     | Austrálie  | Jessica Mauboy                | „We Got Love“                 | angličtina    | 4.       | 212  |
| 10.    | Gruzie     | Ethno-Jazz Band Iriao         | „For You“                     | gruzínština   | 18.      | 24   |
| 11.    | Polsko     | Gromee feat. Lukas Meijer     | „Light Me Up“                 | angličtina    | 14.      | 81   |
| 12.    | Malta      | Christabelle                  | „Taboo“                       | angličtina    | 13.      | 101  |
| 13.    | Maďarsko   | AWS                           | „Viszlát nyár“                | maďarština    | 10.      | 111  |
| 14.    | Lotyšsko   | Laura Rizzotto                | „Funny Girl“                  | angličtina    | 12.      | 106  |
| 15.    | Švédsko    | Benjamin Ingrosso             | „Dance You Off“               | angličtina    | 2.       | 254  |
| 16.    | Černá Hora | Vanja Radovanović             | „Inje“ (Иње)                  | černohorština | 16.      | 40   |
| 17.    | Slovinsko  | Lea Sirk                      | „Hvala, ne!“                  | slovinština   | 8.       | 132  |
| 18.    | Ukrajina   | Mélovin                       | „Under the Ladder“            | angličtina    | 6.       | 179  |

### Finále
Finále se uskutečnilo 12. května ve 21 hodin místního času. Zúčastnilo se ho 26 zemí – 10 nejlepších z každého semifinále, státy z tzv. Velké pětky, které do finále postupují automaticky, a Portugalsko jakožto vítěz předchozího ročníku.
| Pořadí | Země               | Interpret                  | Skladba                       | Jazyk         | Umístění | Body |
| ------ | ------------------ | -------------------------- | ----------------------------- | ------------- | -------- | ---- |
| 1.     | Ukrajina           | Mélovin                    | „Under the Ladder“            | angličtina    | 17.      | 130  |
| 2.     | Španělsko          | Amaia a Alfred             | „Tu canción“                  | španělština   | 23.      | 61   |
| 3.     | Slovinsko          | Lea Sirk                   | „Hvala, ne!“                  | slovinština   | 22.      | 64   |
| 4.     | Litva              | Ieva Zasimauskaitė         | „When We're Old“              | angličtina    | 12.      | 181  |
| 5.     | Rakousko           | Cesár Sampson              | „Nobody but You“              | angličtina    | 3.       | 342  |
| 6.     | Estonsko           | Elina Nechayeva            | „La forza“                    | italština     | 8.       | 245  |
| 7.     | Norsko             | Alexander Rybak            | „That's How You Write a Song“ | angličtina    | 15.      | 144  |
| 8.     | Portugalsko        | Cláudia Pascoal            | „O jardim“                    | portugalština | 26.      | 39   |
| 9.     | Spojené království | SuRie                      | „Storm“                       | angličtina    | 24.      | 48   |
| 10.    | Srbsko             | Sanja Ilić a Balkanika     | „Nova deca“ (Нова деца)       | srbština      | 19.      | 113  |
| 11.    | Německo            | Michael Schulte            | „You Let Me Walk Alone“       | angličtina    | 4.       | 340  |
| 12.    | Albánie            | Eugent Bushpepa            | „Mall“                        | albánština    | 11.      | 184  |
| 13.    | Francie            | Madame Monsieur            | „Mercy“                       | francouzština | 13.      | 173  |
| 14.    | Česko              | Mikolas Josef              | „Lie to Me“                   | angličtina    | 6.       | 281  |
| 15.    | Dánsko             | Rasmussen                  | „Higher Ground“               | angličtina    | 9.       | 226  |
| 16.    | Austrálie          | Jessica Mauboy             | „We Got Love“                 | angličtina    | 20.      | 99   |
| 17.    | Finsko             | Saara Aalto                | „Monsters“                    | angličtina    | 25.      | 46   |
| 18.    | Bulharsko          | Equinox                    | „Bones“                       | angličtina    | 14.      | 166  |
| 19.    | Moldavsko          | DoReDoS                    | „My Lucky Day“                | angličtina    | 10.      | 209  |
| 20.    | Švédsko            | Benjamin Ingrosso          | „Dance You Off“               | angličtina    | 7.       | 274  |
| 21.    | Maďarsko           | AWS                        | „Viszlát nyár“                | maďarština    | 21.      | 93   |
| 22.    | Izrael             | Netta                      | „Toy“                         | angličtina    | 1.       | 529  |
| 23.    | Nizozemsko         | Waylon                     | „Outlaw in 'Em“               | angličtina    | 18.      | 121  |
| 24.    | Irsko              | Ryan O'Shaughnessy         | „Together“                    | angličtina    | 16.      | 136  |
| 25.    | Kypr               | Eleni Foureira             | „Fuego“                       | angličtina    | 2.       | 436  |
| 26.    | Itálie             | Ermal Meta a Fabrizio Moro | „Non mi avete fatto niente“   | italština     | 5.       | 308  |

### Národní výběry
- Albánie: Albánská televizní stanice RTSH vyhlásila jako národní kolo pro tento ročník dlouholetý hudební albánský festival Festivali i Këngës. Ze dvou semifinálí postoupilo 14 interpretů do finále, které vyhrál zpěvák Eugent Bushpepa.
- Arménie: Arménské národní kolo neslo název Depi Evratesil a bylo složeno ze 2 semifinálí a jednoho finále. Národní výběr uspořádala stanice 1TV, která 27. prosince 2017 představila 20 semifinalistů, z nichž 10 postoupilo do finále. To proběhlo 25. února 2018 a jeho vítězem se stal rusko-arménský zpěvák Sevak Khanagyan.
- Austrálie: Národní výběr Austrálie proběhl interně stanicí Special Broadcasting Service (SBS). V prosinci 2017 byla oznámena reprezentantka, zpěvačka Jessica Mauboy. Soutěžní skladba byla veřejnosti představena 9. března 2018. Australská umělkyně se již soutěže Eurovision Song Contest zúčastnila v roce 2014 v rámci tzv. interval actu, tedy nesoutěžního vystoupení.
- Ázerbájdžán: Reprezentantkou země se stala zpěvačka Aisel, jejíž píseň byla představena 4. března 2018.
- Belgie: Zpěvačka Laura Groeseneken vystupující pod uměleckým jménem Sennek byla interně vybrána belgickou veřejnoprávní stanicí VRT 28. září 2017. Její píseň byla představena 5. března 2018.
- Bělorusko: Finále národního kola Eurofest pořádané Národní státní vysílací společností republiky Bělorusko (NDTRK RB) se uskutečnilo 16. února 2018. Do finále se dostalo celkem 10 zpěváků, o vítězi rozhodli jak diváci svým hlasováním, tak i odborná porota. Vítězem se stal ukrajinský zpěvák Alekseev.
- Bulharsko: Bulharská národní televize (BNT) uspořádala interní výběr reprezentanta a písně. Do nejužšího výběru se dostalo 13 písní. 11. března 2018 večer byl představen název seskupení i název písně. Samotná skladba byla zveřejněna 12. března 2018 v ranních hodinách.
- Česko: O českém reprezentantovi rozhodli fanoušci svým hlasováním i odborná porota v národním kole s názvem Eurovision Song CZ. Vybíralo se mezi 6 finalisty, o kterých rozhodla komise České televize (ČT). Vítěz byl oznámen 29. ledna 2018, stal se jím Mikolas Josef.
- Dánsko: Národní kolo Dansk Melodi Grand Prix 2018, uspořádané vysílatelem DR, se uskutečnilo 10. února 2018. Do soutěže bylo společností DR vybráno celkem 10 soutěžních písní. Po všech deseti vystoupeních se konalo superfinále, o jejichž 3 účastnících rozhodly pětičlenná odborná porota a divácké hlasování. Vítězem superfinále se opět díky hlasům poroty a diváků stal dánský zpěvák Rasmussen s písní inspirovanou vikingskou kulturou.
- Gruzie: Gruzie se stala poslední zemí, která zveřejnila svoji píseň. Interpret a název skladby byli gruzínským veřejnoprávním vysílatelem Sakartvelos sazogadoebrivi mauts'q'ebeli oznámeni již 31. prosince 2017 – jazzová kapela Iriao. Anglicko-gruzínská píseň byla veřejnosti představena 13. března 2018.
- Chorvatsko: Interní národní výběr zorganizovala chorvatská stanice Hrvatska radiotelevizija (HRT). Zpěvačka Franka Batelić, vystupující pod uměleckým jménem Franka, byla vybrána v únoru 2018, její skladba byla veřejnosti představena 7. března 2018.
- Estonsko: Estonská veřejnoprávní stanice Eesti Rahvusringhääling (EER) uspořádala národní kolo nesoucí název Eesti Laul. Ze dvou semifinálí bylo vybráno 10 finalistů. Finálové kolo proběhlo 3. března 2018, vítězem se stala operní pěvkyně Elina Nechayeva.
- Finsko: Reprezentantka, zpěvačka Saara Aalto, byla vybrána interně v listopadu 2017 finskou veřejnoprávní televizní stanicí Yle. Později byly představeny 3 písně, z nichž si diváci a mezinárodní odborná porota vybrali během show Uuden Musiikin Kilpailu 2018, během níž zpěvačka všechny písně zazpívala.
- Irsko: Irský veřejnoprávní vysílatel Raidió Teilifís Éireann (RTÉ) vybral svého reprezentanta v lednu 2018. Stal se jím dublinský zpěvák a účastník několika talentových soutěží Ryan O'Shaughnessy, jeho píseň byla představena 9. března 2018.
- Island: Národní kolo nesoucí název Söngvakeppkin 2018 pořádané stanicí RÚV se skládalo ze 2 semifinálí a jednoho finále. Do finále postoupili z každého semifinále 3 soutěžící, kteří byli vybráni diváckým hlasováním. Finále proběhlo 3. března 2018 a jeho vítězem se stal zpěvák Ari Ólafsson.
- Izrael: Reprezentantkou země se díky vítězství páté řady talentové soutěže Rising Star stala zpěvačka Netta Barzilai, její píseň byla představena v neděli 11. března 2018 poté, co předchozí den unikla část skladby.
- Kypr: Kyperský výběr proběhl interně veřejnoprávním vysílatelem Radiofunikó 'Idryma Kýprou (RIK), přestože bylo původně plánováno živé národní kolo. Nejprve byl představen autor reprezentační skladby, stal se jím švédský skladatel Alex Papaconstantinou. V lednu 2018 byla oznámena také interpretka, kterou se stala řecká zpěvačka Eleni Foureira poté, co byla odmítnuta řeckým vysílatelem ERT. Soutěžní píseň byla představena 2. března 2018.
- Litva: Litevská stanice LRT Televizija uspořádala národní kolo s názvem „Eurovizijos“ dainų konkurso nacionalinė atranka 2018 skládající se z 6 předkol, jednoho semifinále a jednoho finále, které proběhlo 11. března 2018. Jeho vítězkou se stala zpěvačka Ieva Zasimauskaitė.
- Lotyšsko: Laura Rizzotto byla vybrána v rámci soutěže Supernova 2018 uspořádané veřejnoprávním vysílatelem Latvijas Televīzija (LTV). Výběr byl utvořen 2 úvodními show, 3 semifinálí a jednoho finále o 8 vystoupeních, které se uskutečnilo 24. února.
- Maďarsko: Maďarské národní kolo s názvem A Dal 2018 bylo zorganizováno vysílací společností MTVA a skládalo se ze 3 předkol, 2 semifinálí a jednoho finále. Z každého předkola postoupilo do semifinálí 6 soutěžících, z nichž se 8 díky hlasům od odborné poroty a diváků dostalo do finále konajícího se 24. února 2018. To vyhrála metalová skupina AWS s maďarskou písní.
- Makedonie: Makedonský výběr proběhl interně televizí Makedonska radio televizija (MRT). Vybraným interpretem se stala skupina Eye Cue, jejich píseň byla představena 11. března 2018.
- Moldavsko: Do národního kola Moldavska, O melodie pentru Europa 2018, uspořádaného veřejnoprávní stanicí TeleRadio-Moldova (TRM), bylo vybráno celkem 28 soutěžících. Po diskvalifikaci jedné z účastnic, která se pokusila o úspěch i v běloruském národním kole, se do kola živých vystoupení 24. ledna 2018 probojovalo 27 soutěžních písní, z nichž 16 postoupilo do finále konajícího se o měsíc později, 24. února. Odborná porota a divácké hlasování rozhodly o vítězi, tříčlenné skupině DoReDoS a její skladbě od skladatelů Filipa Kirkorova a Johna Ballarda.
- Německo: Německé národní kolo Unser Lied für Lissabon skládající se z 6 soutěžních písní proběhlo 22. února 2018. Soutěž uspořádal vysílatel Norddeutscher Rundfunk (NDR). 6 interpretů se svými písněmi bylo vybráno interně televizí. Vítězem se stal Michael Schulte.
- Norsko: Národní výběr Norska proběhl v rámci 56. ročníku soutěže Melodi Grand Prix pořádaného veřejnoprávním vysílatelem NRK. Vítězem soutěže se 10. března 2018 stal bělorusko-norský hudebník Alexander Rybak, který se již zúčastnil 54. ročníku v roce 2009, kde s rekordním počtem 387 bodů soutěž vyhrál.
- Portugalsko: Portugalská reprezentantka byla vybrána v rámci hudební soutěže Festival de Canção 2018, která se skládala ze 2 semifinálí a jednoho finále, které proběhlo 4. března 2018. Vítězkou se stala zpěvačka Cláudia Pascoal s portugalskou písní.
- Rakousko: Rakouský zpěvák Cesár Sampson byl vybrán interně televizí Österreichischer Rundfunk (ORF) v prosinci 2017. Soutěžní píseň byla veřejnosti představena 9. března 2018. Sampson se již Eurovize účastnil v letech 2016 a 2017 jako člen doprovodných vokálů pro bulharské písně.
- Rusko: O ruské reprezentantce Juliji Samojlové bylo rozhodnuto již předchozí rok, kdy se již měla soutěže zúčastnit, kvůli zákazu vstupu na území Ukrajiny bylo ovšem Rusko diskvalifikováno, účast na tomto ročníku jí byla přislíbena hned po vyloučení. Její píseň byla veřejnosti představena 11. března 2018.
- Řecko: Řecký vysílatel ERT původně zorganizoval národní kolo nesoucí název Ellinikós Telikós 2018, do kterého bylo v listopadu 2017 vybráno 5 interpretů. Postupně byli ale 4 soutěžící diskvalifikováni, protože jejich hudební vydavatelství nebyla schopna zaplatit poplatek 20 000 dolarů potřebných k soutěžení. Reprezentantkou země se tak stala zpěvačka Gianna Terzi.
- Švédsko: O švédském reprezentantovi rozhodla již tradičně hudební soutěž Melodifestivalen konající se již po 58. Uspořádala ji veřejnoprávní televize Sveriges Television (SVT). Soutěž se skládala z několika částí - 4 semifinálí, rozstřelu a finále konajícího se 10. března 2018. Ve finále zvítězil u odborné poroty i diváků zpěvák Benjamin Ingrosso, který se zúčastnil také předchozího ročníku Melodifestivalenu.
- Švýcarsko: Tříčlenná skupina Zibbz byla vybrána odbornou porotou a diváky v rámci národního kola ESC 2018 – Die Entscheidungsshow pořádaného televizní a rozhlasovou stanicí Schweizer Radio und Fernsehen. Soutěž se konala 4. února 2018 a účastnilo se jí celkem 6 interpretů.

## Ostatní státy
Podmínkou účasti v Eurovision Song Contest je aktivní členství národního vysílatele v Evropské vysílací unii (EVU), který bude schopen samotnou show vysílat. EVU poslala pozvánku všem 68 aktivním členům unie. Některé státy účast v tomto ročníku potvrdily, některé ale odmítly.

### Aktivní členové EVU
- Andorra: Generální ředitel stanice Ràdio i Televisió d'Andorra (RTVA) 14. května 2017 oznámil, že se kvůli finančním problémům a restrukturalizaci společnosti tohoto ročníku země účastnit nebude.
- Bosna a Hercegovina: Stanice Bosanskohercegovačka radiotelevizija (BHRT) potvrdila neúčast v Lisabonu 18. září 2017.
- Lucembursko: Ředitel programování stanice RTL důvody pro neúčast vysvětlil předchozí rok. Podle jeho slov jsou lucemburské šance na výhru kvůli rozšiřování Eurovize omezené. Malé země jsou prý kvůli novému způsobu hlasování znevýhodněny. „Dny slávy“ jsou pro Lucembursko podle něj tytam. Země se naposledy zúčastnila v roce 1993.
- Monako: Stanice TMC potvrdila neúčast v Lisabonu 31. srpna 2017.
- Slovensko: Tisková mluvčí stanice Rozhlas a televízia Slovenska (RTVS) Erika Rusnáková 11. září 2017 oznámila českému serveru Eurocontest.cz neúčast na tomto ročníku.
- Turecko: 12. července 2017 večer zpěvačka Sertab Erener, která zajistila Turecku výhru v roce 2003, na živém vysílání na Instagramu řekla, že by se země mohla do soutěže vrátit, a že případnému reprezentantovi přeje hodně štěstí. Skupina MaNga reprezentující Turecko v roce 2010 a reprezentantka země za rok 2009 Hadise také vyjádřili zájem o návrat země do soutěže. Navzdory těmto názorům nakonec místopředseda vlády Bekir Bozdağ 7. srpna 2017 oznámil, že v tuto chvíli neprobíhají plány návratu. Ještě téhož dne potvrdila televize TRT neúčast v tomto ročníku.

### Přidružení členové EVU
- Kazachstán: Kazachská agentura Khabar se 1. ledna 2016 stala přidruženým členem EVU, což jí poskytuje právo účastnit se Eurovize v budoucnu. V zemi se i vysílaly všechny show spjaté s předchozím ročníkem v Kyjevě. Zpěvačka Zhanar Dugalova, vítězka Turkvize 2014, navíc uvedla, že by zemi na soutěži ráda zastupovala. 25. září agentura oznámila serveru Esctoday, že nemá žádné informace ohledně účasti země na tomto ročníku Eurovize, což vzbudilo naděje, že by země mohla obdržet speciální pozvánku od EVU podobně jako v případě účasti Austrálie.

### Nečlenské státy EVU
- Kosovo: Stanice Radio Televizioni i Kosovës (RTK) sdělila, že by ráda na tomto ročníku debutovala. Ve článku publikovaném stanicí RTK uvedl generální ředitel společnosti, že obdržel zprávy od národních vysílatelů napříč Balkánem obsahující vyjádření podpory k účasti. Proti účasti Kosova stála pouze Bosna a Hercegovina a Srbsko. Později ovšem Evropská vysílací unie prostřednictvím dopisu určeného RTK oznámila, že se země soutěže zúčastnit nemůže. Zdůvodnila to tím, že země není členským státem OSN a je jen částečně uznána.
- Lichtenštejnsko: 1. září 2017 uvedla národní stanice 1 FL TV, že země na Eurovizi 2018 debutovat nebude. 4. listopadu televize uvedla, že plánuje debut na Eurovizi 2019.

## Mluvčí
12bodová hodnocení národních porot oznamovali následující lidé v uvedeném pořadí:
1. Ukrajina: Natalia Žižčenko
2. Ázerbájdžán: Tural Asadov
3. Bělorusko: Naviband (běloruští reprezentanti na Eurovizi 2017)
4. San Marino: John Kennedy O'Connor
5. Nizozemsko: OG3NE (nizozemské reprezentantky na Eurovizi 2017)
6. Makedonie: Jana Burčeska (makedonská reprezentantka na Eurovizi 2017)
7. Malta: Lara Azzopardi
8. Gruzie: Tamara Gačečiladze (gruzínská reprezentantka na Eurovizi 2017)
9. Španělsko: Nieves Álvarez
10. Rakousko: Kati Bellowitsch
11. Dánsko: Ulla Essendrop
12. Spojené království: Mel Giedroyc
13. Švédsko: Felix Sandman
14. Lotyšsko: Dagmāra Legante
15. Albánie: Andri Džahu
16. Chorvatsko: Uršula Tolj
17. Irsko: Nicky Byrne (irský reprezentant na Eurovizi 2016)
18. Rumunsko: Sonia Argint-Ionescu
19. Česko: Radka Rosická
20. Island: Edda Sif Pálsdóttir
21. Moldavsko: Djulieta Ardovan
22. Belgie: Danira Boukhriss
23. Norsko: Aleksander Walmann a Jowst (norští reprezentanti na Eurovizi 2017)
24. Francie: Élodie Gossuin
25. Itálie: Giulia Valentina Palermo
26. Austrálie: Ricardo Gonçalves
27. Estonsko: Ott Evestus
28. Srbsko: Dragana Kosjerina
29. Kypr: Hovig (kyperský reprezentant na Eurovizi 2017)
30. Arménie: Arsen Grigoryan
31. Bulharsko: Joanna Dragneva (bulharská reprezentantka na Eurovizi 2008)
32. Řecko: Olina Xenopoulou
33. Maďarsko: Bence Forró
34. Černá Hora: Nataša Šotra
35. Německo: Barbara Schöneberger
36. Finsko: Anna Abreu
37. Rusko: Alsou (ruská reprezentantka na Eurovizi 2000 a moderátorka Eurovize 2009)
38. Švýcarsko: Letícia Carvalho
39. Izrael: Lucy Ayoub
40. Polsko: Mateusz Szymkowiak
41. Litva: Eglė Daugėlaitė
42. Slovinsko: Maja Keuc (slovinská reprezentantka na Eurovizi 2011)
43. Portugalsko: Pedro Fernandes

## Vysílání
Evropská vysílací unie nabízí živě všechny přenosy bez komentáře na svém oficiálním YouTube kanálu. Přenos nebylo možné sledovat v těchto zemích: Bolívie, Kanada, Kostarika, Dominikánská republika, Ekvádor, Salvador, Guatemala, Honduras, Nikaragua, Panama, Paraguay, USA, Uruguay a Venezuela.
| Země               | Přenosy      | Stanice                                 | Komentátoři                                                     |
| ------------------ | ------------ | --------------------------------------- | --------------------------------------------------------------- |
| Albánie            | Všechny      | RTSH, RTSH Muzikë, Radio Tirana         | Andri Xhahu                                                     |
| Arménie            | Všechny      | Armenia 1, Public Radio of Armenia      | Avet Barseghyan a Felix Khachatryan                             |
| Austrálie          | Všechny      | SBS                                     | Myf Warhurst a Joel Creasey                                     |
| Rakousko           | Všechny      | ORF 1                                   | Andi Knoll                                                      |
| Ázerbájdžán        | Všechny      | İTV                                     | Azer Suleymanli                                                 |
| Bělorusko          | Všechny      | Belarus-1, Belarus 24                   | Evgeny Perlin                                                   |
| Belgie             | Všechny      | één                                     | Peter Van de Veire                                              |
| Belgie             | Všechny      | La Une                                  | Jean-Louis Lahaye a Maureen Louys                               |
| Bulharsko          | Všechny      | BNT 1                                   | Elena Rosberg a Georgi Kushvaliev                               |
| Chorvatsko         | Všechny      | HRT 1, HR 2                             | Duško Ćurlić                                                    |
| Kypr               | Všechny      | CyBC                                    | Costas Constantinou a Vaso Komninou                             |
| Česko              | Semifinále   | ČT2                                     | Libor Bouček                                                    |
| Česko              | Finále       | ČT1                                     | Libor Bouček                                                    |
| Dánsko             | Všechny      | DR1                                     | Ole Tøpholm                                                     |
| Estonsko           | Všechny      | ETV                                     | Marko Reikop                                                    |
| Estonsko           | Všechny      | ETV+                                    | Aleksandr Hobotov a Julia Kalenda                               |
| Estonsko           | SF1/Finále   | Raadio 2                                | Mart Juur a Andrus Kivirähk                                     |
| Finsko             | Všechny      | Yle TV2                                 | finsky: Mikko Silvennoinen švédsky: Eva Frantz a Johan Lindroos |
| Finsko             | Semifinále 2 | Yle TV2                                 | finsky: Saara Aalto                                             |
| Finsko             | Všechny      | Yle Radio Suomi                         | Anna Keränen                                                    |
| Finsko             | Finále       | Yle Radio Suomi                         | Aija Puurtinen a Sami Sykkö                                     |
| Finsko             | Všechny      | Yle X3M                                 | Eva Frantz a Johan Lindroos                                     |
| Francie            | Semifinále   | France 4                                | Christophe Willem a André Manoukian                             |
| Francie            | Finále       | France 2                                | Stéphane Bern, Christophe Willem a Alma                         |
| Gruzie             | Všechny      | 1TV                                     | Demetre Ergemlidze                                              |
| Německo            | Všechny      | One                                     | Peter Urban                                                     |
| Německo            | Finále       | Das Erste, Deutsche Welle               | Peter Urban                                                     |
| Řecko              | Všechny      | ERT2, ERT HD                            | Alexandros Lizardos a Daphne Skalioni                           |
| Řecko              | Všechny      | Deftero Programma, Voice of Greece      | Dimitris Meidanis                                               |
| Maďarsko           | Všechny      | Duna                                    | Krisztina Rátonyi a Freddie                                     |
| Island             | Všechny      | RÚV                                     | Gísli Marteinn Baldursson                                       |
| Irsko              | Semifinále   | RTÉ2                                    | Marty Whelan                                                    |
| Irsko              | Finále       | RTÉ One                                 | Marty Whelan                                                    |
| Irsko              | Semifinále 1 | RTÉ Radio 1                             | Neil Doherty a Zbyszek Zalinski                                 |
| Irsko              | Finále       | RTÉ 2fm                                 | Neil Doherty a Zbyszek Zalinski                                 |
| Izrael             | Semifinále 1 | Kan 11, Kan 88                          | Asaf Liberman a Shir Reuven                                     |
| Izrael             | Semifinále 2 | Kan 11, Kan 88                          | Itai Herman a Goel Pinto                                        |
| Izrael             | Finále       | Kan 11, Kan 88                          | Erez Tal a Idit Hershkowitz                                     |
| Itálie             | Semifinále   | Rai 4                                   | Carolina Di Domenico a Saverio Raimondo                         |
| Itálie             | Finále       | Rai 1                                   | Serena Rossi a Federico Russo                                   |
| Itálie             | Finále       | Rai Radio 2                             | Carolina Di Domenico a Ema Stokholma                            |
| Lotyšsko           | Semifinále   | LTV                                     | Toms Grēviņš                                                    |
| Lotyšsko           | Finále       | LTV                                     | Toms Grēviņš a Magnuss Eriņš                                    |
| Litva              | Všechny      | LRT, LRT Radijas                        | Darius Užkuraitis a Gerūta Griniūtė                             |
| Makedonie          | Všechny      | MRT 1, MRT 2                            | Karolina Petkovska                                              |
| Malta              | Všechny      | TVM                                     | —                                                               |
| Moldavsko          | Všechny      | Moldova 1, Radio Moldova                | —                                                               |
| Černá Hora         | Všechny      | TVCG 1, TVCG SAT                        | Dražen Bauković a Tijana Mišković                               |
| Nizozemsko         | Všechny      | NPO 1                                   | Jan Smit a Cornald Maas                                         |
| Norsko             | Všechny      | NRK1                                    | Olav Viksmo-Slettan                                             |
| Norsko             | Finále       | NRK3                                    | Ronny Brede Aase, Silje Nordnes a Markus Neby                   |
| Norsko             | Finále       | NRK P1                                  | Ole-Christian Øen                                               |
| Polsko             | Všechny      | TVP1, TVP Polonia                       | Artur Orzech                                                    |
| Portugalsko        | Všechny      | RTP1, RTP Internacional                 | Hélder Reis a Nuno Galopim                                      |
| Portugalsko        | Finále       | Antena 1, RDP África, RDP Internacional | Noémia Gonçalves, António Macedo a Tozé Brito                   |
| Rumunsko           | Všechny      | TVR 1, TVR HD, TVRi                     | Liliana Ștefan anRadu Andrei Tudor                              |
| Rusko              | Všechny      | Channel One                             | Yana Churikova a Yuriy Aksyuta                                  |
| San Marino         | Všechny      | San Marino RTV, Radio San Marino        | Lia Fiorio a Gigi Restivo                                       |
| Srbsko             | Semifinále 1 | RTS1, RTS HD, RTS SAT, RTS Planeta      | Silvana Grujić a Tamara Petković                                |
| Srbsko             | SF2/Finále   | RTS1, RTS HD, RTS SAT, RTS Planeta      | Duška Vučinić                                                   |
| Slovinsko          | Semifinále   | TV SLO 2                                | Andrej Hofer                                                    |
| Slovinsko          | Finále       | TV SLO 1                                | Andrej Hofer                                                    |
| Španělsko          | Semifinále   | La 2                                    | Tony Aguilar a Julia Varela                                     |
| Španělsko          | Finále       | La 1                                    | Tony Aguilar a Julia Varela                                     |
| Švédsko            | Všechny      | SVT1                                    | Sanna Nielsen a Edward af Sillén                                |
| Švýcarsko          | Semifinále   | SRF zwei                                | Sven Epiney                                                     |
| Švýcarsko          | Finále       | SRF 1                                   | Sven Epiney                                                     |
| Švýcarsko          | Semifinále 2 | RTS Deux                                | Jean-Marc Richard a Nicolas Tanner                              |
| Švýcarsko          | Finále       | RTS Un                                  | Jean-Marc Richard a Nicolas Tanner                              |
| Švýcarsko          | Semifinále   | RSI La 2                                | Clarissa Tami                                                   |
| Švýcarsko          | Finále       | RSI La 1                                | Clarissa Tami                                                   |
| Ukrajina           | Všechny      | STB                                     | Serhiy Prytula                                                  |
| Ukrajina           | Semifinále 1 | UA:First                                | Timur Miroshnychenko a Mariya Yaremchuk                         |
| Ukrajina           | Semifinále 2 | UA:First                                | Timur Miroshnychenko a Alyosha                                  |
| Ukrajina           | Finále       | UA:First                                | Timur Miroshnychenko a Jamala                                   |
| Spojené království | Semifinále   | BBC Four                                | Scott Mills a Rylan Clark-Neal                                  |
| Spojené království | Finále       | BBC One                                 | Graham Norton                                                   |
| Spojené království | Finále       | BBC Radio 2                             | Ken Bruce                                                       |

| Země                   | Přenosy      | Stanice   | Komentátoři                                                                  |
| ---------------------- | ------------ | --------- | ---------------------------------------------------------------------------- |
| Čína                   | Semifinále 1 | Mango TV  | Duan Yixuan a Hei Nan                                                        |
| Kazachstán             | Všechny      | Khabar TV | Diana Snegina a Kaldybek Zhaysanbay                                          |
| Kosovo                 | Všechny      | RTK       | Alma Bektashi a Agron Krasniqi                                               |
| Slovensko              | Finále       | Rádio FM  | Daniel Baláž, Pavol Hubinák, Juraj Malíček Ela Tolstová a Celeste Buckingham |
| Spojené státy americké | Finále       | Logo TV   | Ross Mathews a Shangela                                                      |
| Spojené státy americké | Finále       | WJFD-FM   | anglicky: Ewan Spence a Lisa-Jayne Lewis portugalsky: Ana Filipa Rosa        |

## Incidenty

### Cenzura čínského vysílání
Čínská televize Mango TV vysílala 1. semifinále soutěže s devítihodinovým zpožděním. Z vysílání přitom vystřihla reprezentanty Albánie a Irska, a to včetně následné rekapitulace všech 19 účastníků semifinále. Albánie byla vystřižena kvůli tetování reprezentanta Eugenta Bushpepy a členů jeho kapely, Irsko pak z důvodu údajné propagace homosexuality. Během přenosu byly taktéž rozmazány duhové vlajky, symbol LGBT hnutí, v publiku a tetování ostatních reprezentantů. V reakci na to Evropská vysílací unie (EVU) ukončila partnerství s televizí Mango TV s tím, že cenzura není v souladu s všeobecnými a celkovými hodnotami EVU, a že je hrdá na tradici oslavování odlišností prostřednictvím hudby. To vedlo k zákazu vysílání druhého semifinále a finále v Číně. Mluvčí mateřské televizní společnosti Hunan TV uvedl, že si nebyli vědomi úprav, kterých se dopustila televize Mango TV. Irský reprezentant Ryan O’Shaughnessy později v rozhovoru pro BBC uvedl, že toto nebrali na lehkou váhu, a že si myslí, že se jednalo o krok správným směrem.

### Kritika kulturní etiky izraelského vystoupení
Po ukončení Eurovize 2018 se v reakci na vystoupení izraelské reprezentantky a následné vítězky soutěže Netty s písní „Toy“ vyskytly názory kritizující její kostým a celkový vzhled pódia jejího vystoupení. Zpěvačka na sobě měla kimono a drdol, součástí stage pak byly tzv. Maneki Neko, tedy japonské sošky pro štěstí. To vše mělo podle kritiků projevit neúctu k japonské kultuře, na Twitteru pak bylo několika uživateli toto představení označeno za urážlivé.
Toto téma se vyskytlo i 14. května 2018 v britském ranním pořadu Good Morning Britain moderovaném Trishou Goddard a Piersem Morganem. Ti se Netty zastali s tím, že zpěvačka tyto předměty do vystoupení zakomponovala proto, že naopak japonskou kulturu uznává. Moderátorům na druhou stranu oponovala anglická novinářka Rebecca Reid, podle které nešlo o vyzdvihnutí této kultury, nýbrž o pouhý kostým.

### Narušení britského vystoupení
Během finálového vystoupení britské reprezentantky SuRie na pódium vtrhl muž, vytrhl mikrofon ze zpěvaččiných rukou a vykřikl „Moderní nacisté britských médií, požadujeme svobodu! Válka není mír!“ Tento narušitel byl později identifikován jako „Dr ACtivism“, politický aktivista z Londýna. Ke zpěvačce se dostal díky jedné z kamer, na kterou vylezl a dostal se tak na jeviště. Poté, co SuRie nakonec své vystoupení dokončila, do vysílání bylo vloženo interview s ostatními reprezentanty sedícími v tzv. green roomu, tedy v části arény, kde sedí delegace všech států po a před jejich vystoupeními. Britská zpěvačka následně odmítla náhradní vystoupení nabídnuté organizátorem soutěže. Interpretka rovněž ukázala několik modřin, které jí aktivista způsobil. Na oficiálním kanálu Eurovision Song Contest na serveru YouTube je zveřejněn upravený záznam představení. Kritická pasáž je nahrazena záznamem z show pro poroty, která se odehrála předešlý večer. Video ovšem obsahuje interview s ukrajinskou delegací, které bylo součástí improvizovaného vstupu z green roomu.

### Výběr běloruské písně
Podle pravidel Evropské vysílací unie (EVU) musí být soutěžní píseň ve všech zemích vydána poprvé po 1. září před samotnou Eurovizí. 10. února 2018 však vyšlo najevo, že ukrajinský zpěvák Alekseev, který se přihlásil s písní „Forever“ do běloruského národního kola, již tuto skladbu zazpíval v květnu 2017 v ruské Stavropoli, a to v ruské podobě s názvem „Navsegda“. Celkem šest interpretů vyhrožovalo odstupem z běloruského výběru, zpěvačka Sofi Lapina tak dokonce učinila. Poté, co zpěvák provedl drobné úpravy skladby, umožnila mu Běloruská televizní a rozhlasová společnost (BTRC) účastnit se národního kola. To vyhrál a stal se tak reprezentantem země na Eurovizi 2018. 23. února 2018 mu EVU povolila původní anglickou verzi s názvem „Forever“, 28. března 2018 pak Alekseev přišel s finální verzí s odlehčeným úvodem a přidaným refrénem na konci.

### Zranění českého reprezentanta
Během první semifinálové zkoušky 29. dubna 2018 si český reprezentant Mikolas Josef během salta poranil záda. Zkoušku o třech vystoupeních dokončil, posléze ale musel odjet do nemocnice. Večer pak svůj stav objasnil na svém instagramovém účtu, na který napsal: „Mohu potvrdit, že jsem se během zranil během zkoušky a situace se během následujících hodin zhoršila. Momentálně nemohu ani chodit. Hned co jsem přijel z jedné nemocnice, už směřuji do další.“ Následně ale uvedl, že „vystoupí, ať to stojí, co to stojí“. Zpěvák nakonec s drobnými úpravami vystoupení 8. května na 1. semifinále soutěžil, postoupil a skončil šestý ve finále.